# Droit saoudien
Le droit saoudien est basé sur la charia, la loi islamique issue du Coran et des traditions de la Sunna. Les sources de la charia incluent également le consensus universitaire développé après la mort du prophète Mahomet et le raisonnement analogique des juristes. L'interprétation de ces textes par les juges saoudiens est influencée par les textes médiévaux de l'école d'interprétation hanbalite de la jurisprudence islamique. De manière unique dans le monde musulman, la charia a été adoptée en Arabie saoudite sous une forme non-codifiée. Cela et le manque de règle du précédent a entraîné une profonde incertitude sur la portée et la signification des lois du pays. Le gouvernement saoudien avait annoncé son intention de codifier la charia en 2010 mais cela n'a pas encore été réalisé. La charia est également associée à des régulations issues de décrets royaux pour des questions modernes comme la propriété intellectuelle et le droit des sociétés. La charia reste néanmoins la source principale de la législation, en particulier pour les affaires criminelles, familiales, commerciales et contractuelles et le Coran et la Sunna sont considérés comme formant la Constitution du pays. Dans les domaines fonciers et énergétiques, les nombreuses possessions de l'État saoudien (de fait, la famille royale saoudienne) sont un facteur important.
Le système judiciaire saoudien actuel fut créé par le roi Abdelaziz, qui fonda le Royaume d'Arabie saoudite en 1932, et mis progressivement en place entre 1927 et 1960. Il est composé des tribunaux islamiques généraux et sommaires et de quelques tribunaux administratifs s'occupant des affaires concernant des questions modernes. Les tribunaux saoudiens sont peu encadrés et le premier code de procédure pénale du pays, édicté en 2001, reste largement ignoré. Les décisions sont prises sans jury et généralement par un seul juge. Le roi Abdallah a introduit d'importantes réformes judiciaires en 2007 mais elles ne sont pas encore complètement appliquées.
En plus des forces de police régulières, l'Arabie saoudite dispose d'une police secrète, la mabahith, et une police « religieuse », la muttawa faisant appliquer les normes sociales et morales islamiques. Des organisations de défense des droits de l'homme comme Amnesty International et Human Rights Watch ont critiqué leurs actions.

## Histoire

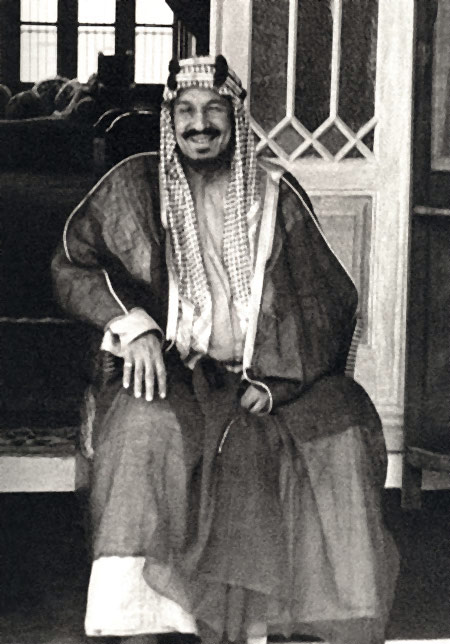
Le roi Abdelaziz fut le premier monarque d'Arabie saoudite et fonda son système juridique.

La charia (ou loi islamique), la principale source de la loi dans l'Arabie saoudite moderne fut progressivement développée par les juges et les universitaires musulmans entre le VIIe et le Xe siècle. Dès l'époque du califat abbasside au VIIIe siècle, la charia en cours d'élaboration fut adoptée comme la base de la loi dans les villes du monde musulman et donc dans la péninsule Arabique où elle éclipsa l’urf (droit coutumier local pré-islamique. Dans les régions rurales, l'urf continua de rester influent et il resta ainsi la principale source de la loi chez les bédouins du Nejd dans le centre de la péninsule arabique jusqu'au début du XXe siècle.
Au XIe siècle, quatre écoles sunnites de jurisprudence islamique (ou fiqh) s'étaient développées dans le monde musulman avec chacune sa propre interprétation de la charia : hanbalisme, malikisme, hanafisme et chaféisme. En Arabie, la pensée hanbalite fut adoptée par le mouvement wahhabite fondé au XVIIIe siècle. Le wahhabisme, une forme rigoriste de l'islam sunnite, était soutenu par la famille royale saoudienne des Al Saoud et est aujourd'hui dominante en Arabie saoudite. À partir du XVIIIe siècle, l'école hanbalite commença donc à s'imposer dans le Nejd et le centre de l'Arabie, berceaux de l'islam wahhabite. Dans le Hedjaz plus cosmopolite, dans l'ouest de la péninsule, les écoles malikite et chaféite étaient plus majoritaires.
De la même manière, divers systèmes judiciaires coexistaient. Dans le Nejd, les principales villes comptaient un unique juge nommé par le gouverneur local avec lequel il collaborait étroitement pour rendre la justice. Dans le Hedjaz, il existait un système plus sophistiqué avec des tribunaux composés de plusieurs juges. En 1925, Abdelaziz du Nejd conquit le Hedjaz et l'unifia avec ses autres possessions pour former le royaume d'Arabie saoudite en 1932. En 1927, le roi introduisit un nouveau système juridique dans le Hedjaz composé de tribunaux généraux et sommaires et ordonna l'utilisation de la fiqh hanbalite. Le système traditionnel dans le Nejd fut néanmoins conservé du fait de l'opposition conservatrice des chefs religieux de la région.
Après s'être familiarisées avec le système judiciaire du Hedjaz dans les décennies qui suivirent, les autorités religieuses autorisèrent son introduction dans le reste du pays entre 1957 et 1960. À partir des années 1930, Abdelaziz créa également des tribunaux gouvernementaux pour arbitrer dans les domaines concernés par les décrets royaux comme le commerce ou le travail. Le système de tribunaux islamiques et gouvernementaux créé par Abdelaziz resta en place jusqu'aux réformes judiciaires entreprises par le roi Abdallah en 2007. Jusqu'en 1969, le grand moufti, le personnage religieux le plus important du pays, était responsable de la justice. À la mort du grand moufti Mohammed ben Ibrahim Ali Al ach-Cheikh en 1969, le roi Fayçal décida de ne pas lui nommer de successeur et profita de l'opportunité pour transférer une partie de ses attributions au ministère de la Justice (en) institué l'année suivante. Après l'assassinat de Fayçal en 1975, son demi-frère et successeur Khaled nomma le fils du défunt grand moufti, Ibrahim ben Mohammed, ministre de la Justice. 
La communauté chiite duodécimaine de la partie orientale de l'Arabie saoudite possédait une tradition juridique distincte. Même s'ils suivaient les principes de la charia, ils appliquaient la pensée de l'école de jurisprudence jafarite d'inspiration chiite. En 1913, lorsqu'Abdelaziz conquit la région, il accorda aux chiites un système juridique distinct pour les questions religieuses et familiales avec un juge à Qatif et un autre à Al-Hassa. Ce fonctionnement avec deux juges pour une population d'environ deux millions de personnes resta en place jusqu'en 2005 quand leur nombre passa à sept. En dehors de ces deux domaines, la communauté chiite est soumise à l'autorité des tribunaux sunnites.

## Sources du droit

### Charia

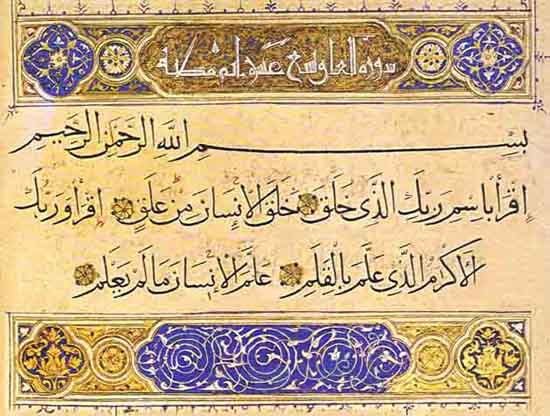
Versets du Coran, la principale source de la loi en Arabie saoudite.

La principale source de la loi en Arabie saoudite est la charia issue du Coran et des traditions consignées dans la Sunna. Elle comprend également l'ijma désignant le consensus universitaire sur la signification du Coran et de la Sunna et les qiyas désignant le raisonnement à appliquer sur les principes du Coran, de la Sunna et de l’ijma.
Le système juridique saoudien est unique dans le monde musulman dans le sens où dans les autres pays, la charia n'est pas nécessairement appliquée dans son intégralité et les éléments utilisés ont été codifiés et donc modernisés. L'État saoudien considère la charia non codifiée dans son intégralité comme la seule loi en vigueur et n'interfère pas avec elle. Il est donc dit qu'il s'agit du système contemporain le plus proche de la forme de charia adoptée à la naissance de l'islam.
Cette non-codification de la charia entraîne donc de nombreuses variations dans son interprétation et son application. Il n'existe également aucun système de jurisprudence même si les juges doivent consulter six textes médiévaux de l'école hanbalite avant de prendre une décision[réf. souhaitée]. Cette école de pensée est connue pour son interprétation littérale du Coran et des hadîths. Si la réponse n'est pas trouvée dans les six textes hanbalites, le juge peut alors consulter la jurisprudence des trois autres principales écoles sunnites ou proposer sa propre interprétation désignée par le terme ijtihad[réf. souhaitée].
Cependant, comme le juge a le pouvoir de ne pas prendre en compte des jugements précédents (les siens ou ceux d'autres juges) et d'appliquer sa propre interprétation de la charia à n'importe quel cas par le biais de l'ijtihad, des affaires apparemment similaires ont connu des dénouements différents ; il est néanmoins rare qu'une décision basée sur l'itijihad soit contournée. Ce principe a deux grandes conséquences. Premièrement, il concentre l'essence de la loi dans les mains des juges et on considère de ce fait que seul un juge exerçant l'ijtihad, au lieu d'un roi ou d'un parlement, peut déterminer la loi divine. Deuxièmement, il est pratiquement impossible de faire appel de la décision d'un juge car celle-ci émane des textes sacrés. Du fait de l'importance de l'ijtihad, des voix se sont élevées pour demander une codification de la charia afin de simplifier la loi et supprimer les incertitudes sur son interprétation. Le ministère de la Justice a donc annoncé en 2010 son intention de codifier la charia mais l'opposition des autorités religieuses aurait retardé son application.

### Décrets royaux
Les décrets royaux (nizam) sont les autres sources principales de la loi mais ils sont qualifiés de « régulations » plutôt que de « lois » pour montrer qu'ils sont subordonnés à la charia,. Les décrets royaux complètent la charia dans les domaines du droit du travail, des sociétés et du commerce. D'autres formes de régulation (lai'hah) incluent les ordres royaux, les résolutions du conseil des ministres, les résolutions ministérielles et les circulaires ministérielles qui sont également soumis à la charia.

### Cadre constitutionnel du Royaume

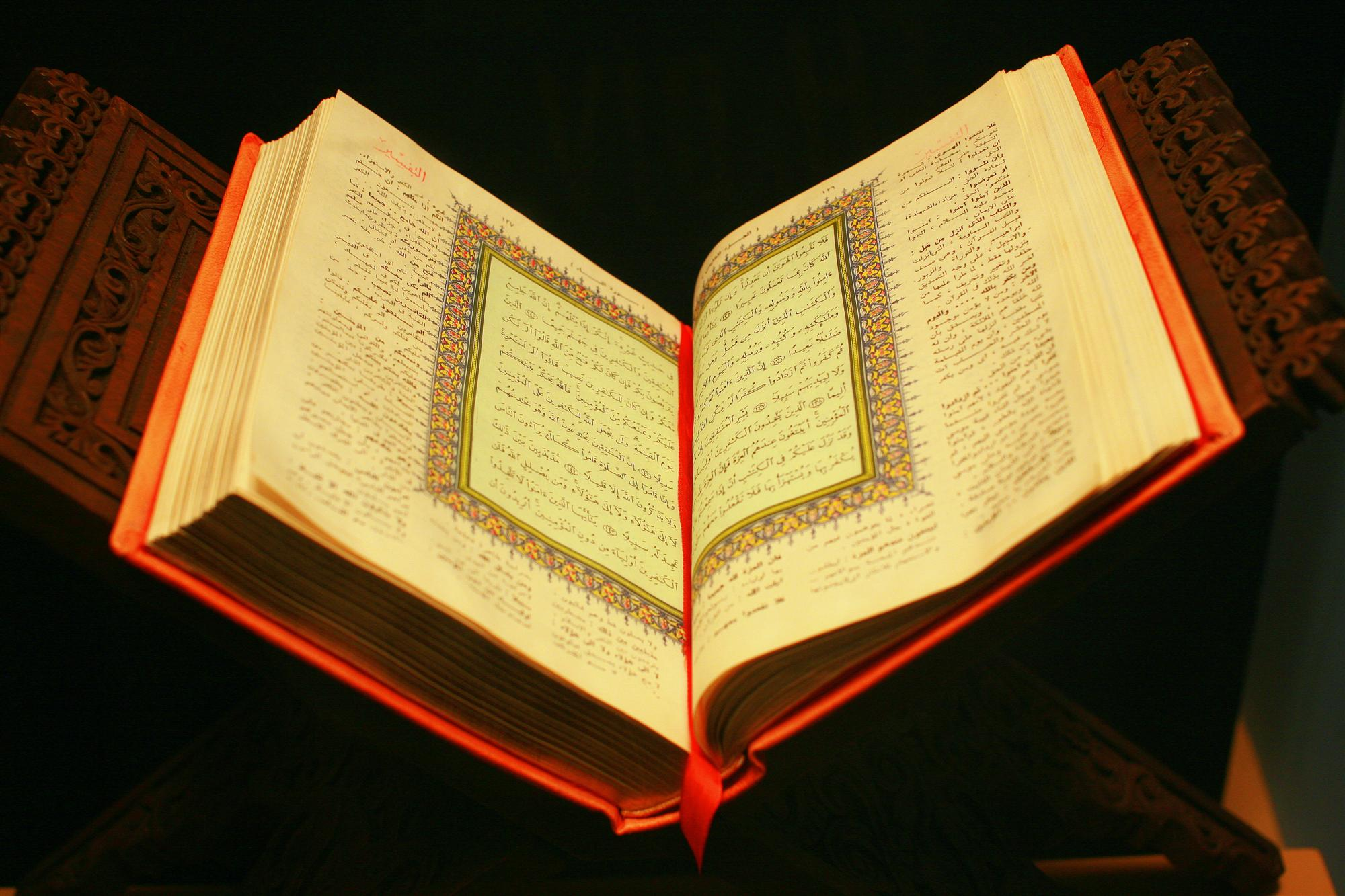
Le Coran considéré comme la Constitution de l'Arabie saoudite.

L'Arabie saoudite est une monarchie absolue et ne possède aucune constitution. La Loi fondamentale de l'Arabie saoudite (al nizam al-açaçi) fut adoptée en 1992 par décret royal pour moderniser le régime et délimiter les responsabilités et les responsabilités des institutions gouvernementales ; elle est cependant trop peu spécifique pour être considérée comme une constitution. Elle déclare que le roi doit respecter la charia et que le Coran et la Sunna sont les « Constitutions » du pays. L'interprétation du Coran et de la Sunna reste nécessaire et cette tache est assurée par les ouléma.
La Loi fondamentale indique également :

« L'autorité du gouvernement du Royaume d'Arabie saoudite émane du Saint Coran et de la Sunna du Prophète qui priment sur la présente Loi et les autres lois de l'État »

— Article 7 de la Loi fondamentale

### Lois et coutumes locales
Les lois et les coutumes tribales traditionnelles restent également influentes. Les juges appliquent ainsi les coutumes tribales concernant le mariage et le divorce.

## Système judiciaire

### Organisation juridictionnelle
Le système des tribunaux islamiques forme la base de la justice saoudienne dont les juges et avocats sont des ouléma. Il existe également des tribunaux gouvernementaux qui s'occupent des affaires concernant les décrets royaux. Seul le roi peut revenir sur les décisions de ces deux types de tribunaux et ces derniers suivent les principes édictés par la charia.
Les tribunaux islamiques sont compétents sur la plupart des affaires pénales ou civiles. Il existe actuellement deux types de tribunaux de première instance : les cours générales et les cours sommaires chargées des affaires les moins graves. Les décisions sont prises par un juge unique sauf pour les procès pour des crimes passibles de mort, d'amputation ou de lapidation qui demandent la présence de trois juges. Il existe également deux tribunaux pour la minorité chiite (en) dans la province orientale d'Ach-Charqiya compétents pour les questions familiales et religieuses. Des cours d'appel siègent à La Mecque et à Riyad et contrôlent la conformité des jugements avec la charia.
Il existe également des tribunaux non-islamiques couvrant des domaines particuliers de la justice dont le plus important est la Comité des griefs (ar). Ce tribunal fut initialement créé pour s'occuper des plaintes contre le gouvernement mais sa juridiction a été élargie au droit commercial et à certaines affaires criminelles comme la corruption ou la contrefaçon et il sert de cour d'appel pour les tribunaux gouvernementaux. Ces tribunaux administratifs gèrent les questions concernant les décrets royaux en particulier dans les domaines du droit du travail et des affaires.

### Juges
L'institution judiciaire est composée des qoudah qui jugent des cas spécifiques et des mouftoune et des autres ouléma qui prononcent des avis juridiques plus généraux mais très influents appelés fatawa. Le grand mufti, actuellement Abdelaziz ben Abdallah Al ach-Cheikh, est le personnage le plus important de l'institution judiciaire en plus d'être la plus haute autorité religieuse du pays ; ses avis sont donc très influents chez les juges saoudiens. L'Arabie saoudite compte environ 700 qoudah.
Les qoudah possèdent généralement des diplômes de droit musulman délivrés par une université islamique reconnue par le gouvernement saoudien et sont souvent docteurs de l'Institut supérieur de la magistrature (ar) de Riyad. L'enseignement reçu lors de telles études est exclusivement religieux et basé sur le Coran et des traités de droit musulman vieux de plusieurs siècles ; les questions modernes comme le droit des affaires sont absents de leur formation. Même si la plupart des juges ont été formés et nommés sous le système actuel, certains des plus anciens ont reçu l'enseignement traditionnel des qoudah auprès d'un mentor religieux dans une mosquée.
Les pouvoirs et le caractère réactionnaire des juges ont été critiqués. La principale accusation que portent les Saoudiens en privé est que les juges, qui disposent d'une large autonomie dans l'interprétation de la charia, ne connaissent rien du monde moderne. Des juges ont ainsi interdit le jeu Pokémon, les téléphones qui jouent de la musique enregistrée et l'envoi de fleurs à des patients à l'hôpital. Selon une estimation, près de 80 % des juges viennent de la province d'Al Qasim, l'un des bastions conservateurs dans le centre de l'Arabie saoudite, et forment donc un groupe restreint. Les juges les plus anciens peuvent ainsi écarter les juges les moins conservateurs et favoriser les étudiants partageant les mêmes idées qu'eux.

### Réformes

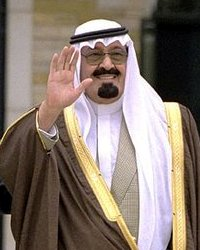
De son accession au trône en 2005 à sa mort en 2015, le roi Abdallah a lancé plusieurs réformes du système judiciaire saoudien

Le système judiciaire saoudien a été critiqué pour sa lenteur, sa complexité, son manque de garanties juridiques et son incapacité à comprendre le monde moderne. En 2007, le roi Abdallah délivra des décrets royaux avec l'objectif de réformer la justice et de créer un nouveau système judiciaire. Les réformes ne sont pas encore complètement mises en place mais elles incluent la création d'une Cour suprême et le transfert des juridictions criminelles et commerciales de la Comité des griefs (ar) vers un nouveau système de tribunaux généraux. Des nouveaux tribunaux de première instance seront créés dont des cours spécialisées dans le droit du travail, de la famille et des affaires. Les tribunaux islamiques perdront ainsi leur compétence générale pour toutes les affaires et la charge de travail des tribunaux administratifs sera transférée vers les nouvelles cours. Une autre évolution est l'instauration de cour d'appel dans chaque province. Il a été avancé que les réformes établiront un système visant à codifier (taqnine) la charia et incorporer les principes de jurisprudence dans les procédures judiciaires.
En 2008, le Tribunal criminel spécialisé fut créé pour juger les terroristes et les militants des droits de l'homme,. Le 26 juin 2011, le tribunal entama le procès de 85 personnes suspectés d'appartenir à Al-Qaïda dans la péninsule Arabique et d'être impliqués dans les attentats de Riyad de 2003; 41 autres membres présumés d'Al-Qaïda furent également présentés devant la cour en septembre 2011. La même année, le tribunal jugea plusieurs militants des droits de l'homme dont Mohammed Saleh al-Bejadi, le cofondateur de l'association saoudienne des droits civiques et politiques (en), Moubarak Zou'aïr, un avocat de prisonniers condamnés à de longue peines et Khaled al-Johani (en), un professeur ayant publiquement demandé plus de démocratie lors d'une manifestation à Riyad,,. Seize militants des droits de l'homme furent condamnés à des peines allant de 5 à 30 ans de prison le 22 novembre 2011.
Le 14 février 2009, le roi a réalisé plusieurs changements significatifs en remplaçant plusieurs hauts responsables conservateurs comme le ministre de la Justice Abdallah Al ach-Cheikh (en) et le président du Conseil supérieur de la magistrature (en) Saleh Al-Louhaïdane (en) par des personnalités plus jeunes comme Mohammed Al-Issa et Saleh ben Abdallah ben Houmaïd (en). Il a également nommé un nouveau président du Comité des griefs en la personne d'Abdelaziz ben Mohammed An-Nassar (ar) et le premier juge en chef de la nouvelle Cour suprême en la personne Abderrahmane ben Abdelaziz Al-Kelya (en),. 
En octobre 2012, le ministre de la Justice Mohammed Al-Issa ouvre la profession d'avocat aux femmes du royaume,. L'année suivante, Bayan Mahmoud Al-Zahran devient la première femme à plaider devant un tribunal saoudien.

## Application de la loi
Les forces de police du ministère de l'Intérieur saoudien sont divisées en trois unités : la police régulière, la police secrète et la police religieuse.
Le département de la Sécurité publique est le nom officiel de la police régulière qui s'occupe de la plupart des affaires courantes. Il s'agit d'une force très centralisée habituellement sous la direction d'un membre de la famille royale. La police secrète ou mabahith est chargée de la sécurité intérieure et du contre-espionnage. Elle gère la prison Ulaysha à Riyad où ses prisonniers sont incarcérés. Le Groupe de travail sur la détention arbitraire des Nations unies a dénoncé les détentions arbitraires de la mabahith dans ce centre de détention.
La police religieuse ou muttawa (le nom officiel étant le « Comité pour la promotion de la vertu et la prévention du vice ») fait appliquer les règles et les normes islamiques. Comptant environ 20 000 hommes non-formés à l'application de la loi, la muttawa fait respecter une stricte séparation des sexes en public, la fermeture des commerces lors des prières et le port par les femmes des tenues traditionnelles. Souvent accompagnée par des policiers, la muttawa peut ordonner l'arrestation des « délinquants ». Les critiques de la muttawa par les Saoudiens se sont accrues depuis 2002 lorsque quinze écolières périrent dans l'incendie de leur école à La Mecque après que la muttawa ait, selon certaines sources, empêché les sauveteurs d'entrer dans le bâtiment car elles n'étaient pas voilées.

## Application des peines
Parmi les condamnations criminelles figurent la décapitation et la lapidation en public ainsi que l'amputation et la flagellation. Les délits graves incluent non seulement les crimes reconnus comme tels au niveau international tels que le meurtre, le viol et le vol mais également l'apostasie, l'adultère et la sorcellerie.
La justice saoudienne condamne également à la flagellation les « fréquentations illégales » (pour les femmes, s’exposer en public avec un homme étranger au cercle familial), les comportements indécents (une relation sexuelle hors mariage), le parjure et la consommation d'alcool.
En avril 2020, la Cour suprême décide de supprimer la flagellation parmi les peines que peuvent décider les juges, et remplacées par de l'emprisonnement et/ou des amendes ainsi que des peines alternatives telles que les travaux d'intérêt général, pour se conformer aux normes internationales des droits humains (qui prohibent) les châtiments corporels.
Des organisations de défense des droits de l'homme ont critiqué les atteintes aux droits de l'homme dans le pays tels le nombre d'exécutions capitales, le nombre d'infractions passibles de la peine de mort, le manque de droits de la défense dans le système judiciaire criminel, l'emploi de la torture, l'absence de liberté de religion, le traitement des homosexuels et la place des femmes dans la société. L'institut Albert Shanker et l'organisation Freedom House considèrent ainsi que « les pratiques de l'Arabie saoudite divergent du concept de l'État de droit ».

## Principales branches du droit

### Droit des affaires
La charia est la référence pour les questions commerciales qui sont jugées par la Comité des griefs (ar). Pour les investisseurs étrangers, les incertitudes concernant l'application de la loi sont des entraves à investir en Arabie saoudite. Comme il est issu de la charia, le droit des affaires n'est pas codifié. Les deux parties disposent cependant d'une large liberté pour s'accorder sur les termes du contrat tant qu'ils respectent les limites de la charia. Les contrats incluant une forme de spéculation ou le paiement d'intérêts sont interdits et ne sont pas applicables. En cas de rupture du contrat, les tribunaux saoudiens n'accordent de dédommagement que pour les dommages directs prouvés. Les réclamations concernant des pertes d'opportunité ou de profit ne sont pas acceptées car ces dernières s'apparentent à de la spéculation qui est interdite par la charia.
Les aspects modernes spécifiques du droit des affaires comme les billets de trésorerie ou la propriété intellectuelle sont encadrés par des régulations modernes et des tribunaux gouvernementaux spécialisés sont chargés des différents. Le gouvernement saoudien a ainsi récemment révisé ses lois sur la propriété intellectuelle pour satisfaire aux normes internationales lors de son entrée dans l'Organisation mondiale du commerce en 2004.

### Droit du travail
Les employeurs ont plusieurs obligations dont l'octroi de 15 jours de congés payés après un an de travail. Les employés licenciés doivent recevoir une indemnité équivalente à un demi-mois de salaire pour chaque année de travail voire à un mois complet s'il travaillait depuis plus de cinq ans.

### Droit foncier
La plupart des terrains en Arabie saoudite appartiennent au gouvernement et seules les terres cultivées et les propriétés urbaines relèvent de la propriété privée. Tous les titres de propriété doivent être enregistrés mais il n'y a pas de données précises sur l'étendue de ces enregistrements. Les propriétés immobilières ne pouvaient appartenir qu'à des citoyens saoudiens jusqu'en 2000 quand la loi fut modifiée pour autoriser les étrangers à détenir des propriétés en Arabie saoudite. Les investissements fonciers de plus de 30 millions de riyals nécessitent néanmoins l'autorisation du conseil des ministres et il est toujours interdit aux étrangers de posséder des propriétés immobilières à Médine et La Mecque.
L'Arabie saoudite définit trois catégories de terrains : les terres développées (amir), les terres non-développées (mawat) et les zones de protection (harim). Les régions développées comprennent les zones urbaines et les terres cultivées et peuvent être achetées, vendues et héritées par des personnes privées. Les zones non-développées désignent les pâturages et les étendues sauvages. Les pâturages n'appartiennent à personne et quiconque a le droit de les utiliser. Les étendues sauvages appartiennent à l'État et peuvent être ouverte à quiconque à moins que des restrictions spécifiques ne soient imposées. Les terres harim sont une zone tampon entre les propriétés foncières et les terres non-développées et sont définies, dans le cas d'une ville, comme les territoires se trouvant à une demi-journée de marche.
La loi saoudienne autorise le waqf qui est une donation faite à perpétuité par un particulier à une œuvre d'utilité publique, pieuse ou charitable. Le bien donné devient alors inaliénable.

### Droit de l'énergie

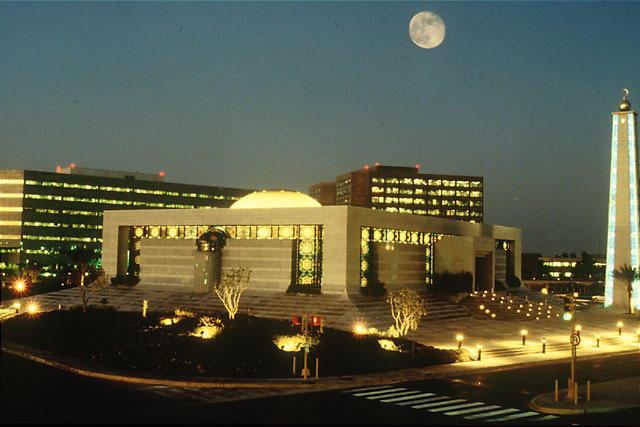
Siège de Saudi Aramco à Dhahran dans la province d'Ach-Charqiya

Les vastes ressources pétrolières de l'Arabie saoudite appartiennent au gouvernement saoudien et de fait à la famille royale saoudienne. L'article 14 de la Loi fondamentale spécifie :

« Toutes les ressources naturelles que Dieu a déposé sous terre, au-dessus du sol, dans les eaux territoriales ou dans les domaines terrestres et maritimes sous l'autorité de l'État, ainsi que les revenus de ces ressources, sont la propriété de l'État, comme prévu par la Loi. La loi spécifie que les méthodes d'exploitation, de protection et de développement de ces ressources doivent être dans les meilleurs intérêts de l'État et de sa sécurité et de son économie. »

Le ministère du pétrole et des ressources minérales est chargé de la supervision générale du secteur des hydrocarbures et de la gestion de la compagnie étatique, Saudi Aramco. De par la loi, les industries pétrolières et gazières de l'Arabie saoudite sont contrôlées par Saudi Aramco qui dispose d'un quasi-monopole dans ces domaines. L'entreprise est le premier producteur mondial de pétrole, la plus grande société du Moyen-Orient et est généralement considérée comme la plus importante entreprise du secteur de l'énergie au monde. La loi fut néanmoins modifiée en 2003 pour permettre à des entreprises étrangères de prospecter les vastes réserves de gaz du pays qui représenteraient 4 % des réserves mondiales. Il s'agissait de la première fois depuis les années 1970 que des sociétés étrangères étaient autorisée à chercher du pétrole et du gaz dans le pays.